# Galatasaray Spor Kulübü 2013-2014
Questa voce raccoglie le informazioni riguardanti il Galatasaray Spor Kulübü nelle competizioni ufficiali della stagione 2013-2014.

## Stagione
Per questa stagione Fatih Terim accetta l'offerta dalla Nazionale di calcio della Turchia, continuando contestualmente a ricoprire il ruolo di allenatore del Galatasaray. Il club ingaggia Aurélien Chedjou dal Lilla, Alex Telles dal Grêmio, Umut Bulut dal Tolosa e riscatta definitivamente la proprietà di Felipe Melo dalla Juventus. Tra le partenze più importanti figurano quelle di Johan Elmander ed Albert Riera. Vinta la Supercoppa di Turchia contro il Fenerbahçe (1-0, gol di Drogba nei tempi supplementari), il 30 settembre la società arruola Roberto Mancini come allenatore in sostituzione di Terim, passato ad allenare in pianta stabile la nazionale turca. L'11 dicembre, all'indomani della sospensione della partita per precarie condizioni meteorologiche e la conseguente impraticabilità del campo, il Galatasaray conquista l'accesso agli ottavi di Champions League sconfiggendo alla Türk Telekom Arena la Juventus nel recupero della rimanente parte del match, con un gol di Wesley Sneijder all'85º minuto. Grazie alla vittoria, che vale al Galatasaray il secondo posto nel girone alle spalle del Real Madrid, la squadra di Istanbul diviene la prima squadra turca capace di superare la fase a gironi di UEFA Champions League per due stagioni consecutive. Il cammino nella manifestazione termina però agli ottavi di finale contro il Chelsea, mentre in campionato arriva un secondo posto a nove punti dalla capolista Fenerbahçe.
Il club ottiene però un successo stagionale: la quindicesima Coppa di Turchia (1-0 nella finale contro l'Eskişehirspor, gol di Sneijder).

## Maglie e sponsor
| Casa | Trasferta | Terza divisa |

## Rosa
| N. |                                 | Ruolo | Calciatore         |
| -- | ------------------------------- | ----- | ------------------ |
| 2  | Argentina (bandiera)            | D     | Guillermo Burdisso |
| 3  | Brasile (bandiera)              | C     | Felipe Melo        |
| 4  | Turchia (bandiera)              | C     | Hamit Altıntop     |
| 5  | Turchia (bandiera)              | D     | Gökhan Zan         |
| 6  | Turchia (bandiera)              | C     | Ceyhun Gülselam    |
| 7  | Turchia (bandiera)              | C     | Aydın Yılmaz       |
| 8  | Turchia (bandiera)              | C     | Selçuk İnan        |
| 10 | Paesi Bassi (bandiera)          | C     | Wesley Sneijder    |
| 11 | Spagna (bandiera)               | C     | Albert Riera       |
| 11 | Costa d'Avorio (bandiera)       | A     | Didier Drogba      |
| 13 | Camerun (bandiera)              | D     | Dany Nounkeu       |
| 14 | Bosnia ed Erzegovina (bandiera) | C     | Izet Hajrović      |
| 15 | Brasile (bandiera)              | D     | Alex Telles        |
| 17 | Turchia (bandiera)              | A     | Burak Yılmaz       |
| 19 | Turchia (bandiera)              | A     | Umut Bulut         |
| 20 | Portogallo (bandiera)           | C     | Bruma              |
| 21 | Camerun (bandiera)              | D     | Aurélien Chedjou   |
| 22 | Turchia (bandiera)              | D     | Hakan Balta        |
| 24 | Turchia (bandiera)              | C     | Erman Kılıç        |
| 25 | Uruguay (bandiera)              | P     | Fernando Muslera   |

| N. |                           | Ruolo | Calciatore        |
| -- | ------------------------- | ----- | ----------------- |
| 26 | Turchia (bandiera)        | D     | Semih Kaya        |
| 27 | Costa d'Avorio (bandiera) | D     | Emmanuel Eboué    |
| 28 | Turchia (bandiera)        | D     | Koray Günter      |
| 32 | Turchia (bandiera)        | C     | İbrahim Coşkun    |
| 35 | Turchia (bandiera)        | C     | Yekta Kurtuluş    |
| 39 | Turchia (bandiera)        | C     | Yiğit Gökoğlan    |
| 40 | Turchia (bandiera)        | D     | Emre Can Coşkun   |
| 45 | Turchia (bandiera)        | D     | Oğuzhan Kayar     |
| 50 | Turchia (bandiera)        | D     | Engin Baytar      |
| 52 | Turchia (bandiera)        | C     | Emre Çolak        |
| 53 | Marocco (bandiera)        | C     | Nordin Amrabat    |
| 55 | Turchia (bandiera)        | C     | Sabri Sarıoğlu () |
| 66 | Turchia (bandiera)        | D     | Salih Dursun      |
| 67 | Turchia (bandiera)        | P     | Eray İşcan        |
| 82 | Turchia (bandiera)        | P     | Aykut Erçetin     |
| 86 | Turchia (bandiera)        | P     | Ufuk Ceylan       |
| 88 | Turchia (bandiera)        | D     | Veysel Sarı       |
| 90 | Turchia (bandiera)        | C     | Umut Gündoğan     |
| 94 | Argentina (bandiera)      | C     | Lucas Ontivero    |

## Risultati

### Süper Lig

#### Girone di andata
| Arbitro: | Barış Şimşek |

|                                  |           |           |
| Sneijder 8’ B. Yılmaz 50’ (rig.) | Marcatori | 75’ Demir |

| Arbitro: | Mustafa Kamil Abitoğlu |

|          |           |               |
| Ünal 74’ | Marcatori | 44’ B. Yılmaz |

| Eskişehir 30 agosto 2013, ore 21:45 EEST 3ª giornata | Eskişehirspor | 0 – 0 referto | Galatasaray | Eskişehir Atatürk Stadium (13 000 spett.)\| Arbitro: \| Cüneyt Çakır \| |
| Arbitro:                                             | Cüneyt Çakır  |               |             |                                                                         |

| Arbitro: | Tolga Özkalfa |

|            |           |          |
| Drogba 75’ | Marcatori | 22’ Tita |

| Arbitro: | Fırat Aydınus |

|  |           |                 |
|  | Marcatori | 59’, 72’ Drogba |

| Arbitro: | Ali Palabıyık |

|            |           |          |
| Baytar 19’ | Marcatori | 55’ Köse |

| Arbitro: | Barış Şimşek |

|                 |           |            |
| Niasse 34’, 57’ | Marcatori | 68’ Drogba |

| Arbitro: | Barış Şimşek |

|                   |           |            |
| Sneijder 41’, 83’ | Marcatori | 52’ Akpala |

| Arbitro: | Cüneyt Çakır |

|                            |           |                                                   |
| Mouche 44’ (rig.) Jajá 45’ | Marcatori | 14’ Sneijder 25’ Chedjou 57’ B. Yılmaz 74’ Drogba |

| Arbitro: | Mustafa Kamil Abitoğlu |

|                            |           |           |
| Drogba 45+4’ B. Yılmaz 67’ | Marcatori | 16’ Aydın |

| Arbitro: | Bülent Yıldırım |

|                                   |           |  |
| Belözoğlu 23’ (pen.) Cristian 66’ | Marcatori |  |

| Arbitro: | Halis Özkahya |

|                               |           |              |
| B. Yılmaz 13’ İnan 36’ (rig.) | Marcatori | 31’ Djebbour |

| Arbitro: | Hüseyin Göçek |

|           |           |               |
| Malki 11’ | Marcatori | 60’ B. Yılmaz |

| Arbitro: | Çağatay Şahan |

|                      |           |  |
| İnan 2’ B. Yılmaz 7’ | Marcatori |  |

| Arbitro: | Yunus Yıldırım |

|           |           |            |
| Stancu 6’ | Marcatori | 56’ Drogba |

| Arbitro: | Fırat Aydınus |

|                    |           |          |
| B. Yılmaz 60’, 68’ | Marcatori | 66’ Adın |

| Arbitro: | Tolga Özkalfa |

|             |           |                                    |
| Öztekin 54’ | Marcatori | 2’ Sneijder 13’ B. Yılmaz 34’ Melo |

#### Girone di ritorno
| Gaziantep 26 gennaio 2014, ore 19:00 EET 18ª giornata | Gaziantepspor | 0 – 0 referto | Galatasaray | Kamil Ocak Stadium (15 500 spett.)\| Arbitro: \| İlker Meral \| |
| Arbitro:                                              | İlker Meral   |               |             |                                                                 |

| Arbitro: | Mete Kalkavan |

|                                                      |           |  |
| Sneijder 13’, 20’, 43’ Eboué 24’ Drogba 66’ İnan 88’ | Marcatori |  |

| Arbitro: | Cüneyt Çakır |

|                                      |           |  |
| B. Yılmaz 6’ Chedjou 32’ Bulut 90+1’ | Marcatori |  |

| Arbitro: | Halis Özkahya |

|                              |           |                        |
| Tita 32’ Gülselam 45’ (aut.) | Marcatori | 7’ B. Yılmaz 86’ Bulut |

| Arbitro: | Cüneyt Çakır |

|                 |           |  |
| İnan 38’ (rig.) | Marcatori |  |

| Arbitro: | Mustafa Kamil Abitoğlu |

|                   |           |             |
| Kweuke 86’ (rig.) | Marcatori | 61’ Chedjou |

| Arbitro: | Fırat Aydınus |

|                                                                                |           |           |
| Drogba 13’, 48’ Telles 18’ B. Yılmaz 55’ Bruno Mezenga 65’ (aut.) Sneijder 73’ | Marcatori | 59’ Akyüz |

| Karabük 14 marzo 2014, ore 20:00 EET 25ª giornata | Karabükspor | 0 – 0 referto | Galatasaray | Stadio Necmettin Şeyhoğlu (5 500 spett.)\| Arbitro: \| İlker Meral \| |
| Arbitro:                                          | İlker Meral |               |             |                                                                       |

| Arbitro: | Hüseyin Göçek |

|  |           |              |
|  | Marcatori | 90+5’ Mouche |

| Konya 19 marzo 2014, ore 19:00 EEST 27ª giornata | Konyaspor     | 0 – 0 referto | Galatasaray | Konya Atatürk Stadium (20 500 spett.)\| Arbitro: \| Halis Özkahya \| |
| Arbitro:                                         | Halis Özkahya |               |             |                                                                      |

| Arbitro: | Bülent Yıldırım |

|             |           |  |
| Sneijder 9’ | Marcatori |  |

| Arbitro: | Mustafa Coşkun |

|                           |           |              |
| Chahechouhe 17’ Utaka 60’ | Marcatori | 42’ Kurtuluş |

| Arbitro: | Cüneyt Çakır |

|  |           |                                              |
|  | Marcatori | 7’ (rig.), 64’ Scarione 51’ Viudez 77’ Ayhan |

| Arbitro: | Barış Şimşek |

|  |           |               |
|  | Marcatori | 24’ B. Yılmaz |

| Arbitro: | Halis Özkahya |

|                                            |           |                      |
| B. Yılmaz 61’ Çalık 63’ (aut.) Bulut 90+3’ | Marcatori | 6’ Delibalta 12’ Zec |

| Arbitro: | Fırat Aydınus |

|                         |           |                                      |
| Mierzejewski 12’ (rig.) | Marcatori | 51’, 83’ Sneijder 56’ İnan 73’ Bulut |

| Arbitro: | Yunus Yıldırım |

|                         |           |             |
| B. Yılmaz 46’ Bulut 75’ | Marcatori | 81’ Mangane |

### Coppa di Turchia
| Arbitro: | Mustafa Öğretmenoğlu |

|                                                                  |                      |                                                               |
| Engin 22’ Amrabat 35’                                            | Marcatori            | 61’ Sinan 84’ Serdar                                          |
| Çolak Gülselam Bulut Kurtuluş Sarıoğlu Nounkeu Zan Amrabat Bruma | Tiri di rigore 6 – 5 | Coşkun Özkan Halman Altintepe Deliktas Can Reşmen Budak Akgöl |

| Arbitro: | Deniz Bitnel |

|                                                |           |  |
| Çolak 29’ (rig.) Bulut 54’ Riera 69’ Bruma 90’ | Marcatori |  |

| Arbitro: | Koray Gencerler |

|                               |           |  |
| İnan 69’ (rig.) Amrabat 90+1’ | Marcatori |  |

| Arbitro: | Abdulkadir Bitigen |

|            |           |                 |
| Diarra 89’ | Marcatori | 44’ (rig.) İnan |

| Arbitro: | Murat Türker |

|                  |           |  |
| Özkan 52’ (rig.) | Marcatori |  |

| Arbitro: | Deniz Çoban |

|                                      |           |  |
| Gülselam 38’ Drogba 44’ Sarıoğlu 85’ | Marcatori |  |

| Arbitro: | Özgüç Türkalp |

|  |           |                                    |
|  | Marcatori | 26’ Hajrović 40’ Kurtuluş 83’ Sarı |

| Istanbul 12 febbraio 2014, ore 20:00 EEST 6ª giornata fase a gironi | Galatasaray     | 0 – 0 referto | Antalyaspor | Stadio olimpico Atatürk (4 500 spett.)\| Arbitro: \| Suat Arslanboğa \| |
| Arbitro:                                                            | Suat Arslanboğa |               |             |                                                                         |

| Arbitro: | Mustafa Kamil Abitoğlu |

|                              |           |                    |
| Sneijder 11’ İnan 44’ (rig.) | Marcatori | 46’ Şen 88’ Yılmaz |

| Arbitro: | İlker Meral |

|                    |           |                                                                 |
| Fernandão 28’, 33’ | Marcatori | 45’ Sneijder 50’ (rig.) İnan 53’, 68’ B. Yılmaz 71’ (rig.) Melo |

#### Finale
| Arbitro: | Hüseyin Göçek |

|              |           |  |
| Sneijder 70’ | Marcatori |  |

### Supercoppa di Turchia
| Arbitro: | Yıldırım |

|            |           |  |
| Drogba 99’ | Marcatori |  |

### UEFA Champions League

#### Fase a gironi
| Arbitro: | Mark Clattenburg |

|           |           |                                                   |
| Bulut 84’ | Marcatori | 33’ Isco 54’, 81’ Benzema 63’, 66’, 90+1’ Ronaldo |

| Arbitro: | Viktor Kassai |

|                                   |           |                      |
| Vidal 78’ (rig.) Quagliarella 87’ | Marcatori | 36’ Drogba 88’ Bulut |

| Arbitro: | Aleksandar Stavrev |

|                                           |           |               |
| Felipe Melo 10’ Sneijder 38’ Drogba 45+1’ | Marcatori | 88’ Claudemir |

| Arbitro: | Martin Atkinson |

|            |           |  |
| Braaten 6’ | Marcatori |  |

| Arbitro: | William Collum |

|                                            |           |           |
| Bale 37’ Arbeloa 52’ Di María 63’ Isco 81’ | Marcatori | 38’ Bulut |

| Arbitro: | Pedro Proença |

|              |           |  |
| Sneijder 85’ | Marcatori |  |

#### Fase a eliminazione diretta

##### Ottavi di finale
| Arbitro: | Carlos Velasco Carballo |

|             |           |           |
| Chedjou 65’ | Marcatori | 9’ Torres |

| Arbitro: | Felix Brych |

|                     |           |  |
| Eto'o 4’ Cahill 42’ | Marcatori |  |

## Statistiche

### Statistiche di squadra
| Competizione          | Punti | In casa | In casa | In casa | In casa | In casa | In casa | In trasferta | In trasferta | In trasferta | In trasferta | In trasferta | In trasferta | Totale | Totale | Totale | Totale | Totale | Totale | DR  |
| Competizione          | Punti | G       | V       | N       | P       | Gf      | Gs      | G            | V            | N            | P            | Gf           | Gs           | G      | V      | N      | P      | Gf     | Gs     | DR  |
| --------------------- | ----- | ------- | ------- | ------- | ------- | ------- | ------- | ------------ | ------------ | ------------ | ------------ | ------------ | ------------ | ------ | ------ | ------ | ------ | ------ | ------ | --- |
| Süper Lig             | 65    | 17      | 13      | 2       | 2       | 36      | 16      | 17           | 5            | 9            | 3            | 23           | 16           | 34     | 18     | 11     | 5      | 59     | 32     | +27 |
| Coppa di Turchia      |       | 6       | 3       | 3       | 0       | 13      | 4       | 4            | 2            | 1            | 1            | 9            | 4            | 11     | 6      | 4      | 1      | 23     | 8      | +15 |
| Supercoppa di Turchia |       | -       | -       | -       | -       | -       | -       | -            | -            | -            | -            | -            | -            | 1      | 1      | 0      | 0      | 1      | 0      | +1  |
| Champions League      |       | 4       | 2       | 1       | 1       | 6       | 8       | 4            | 0            | 1            | 3            | 3            | 8            | 8      | 2      | 2      | 4      | 9      | 16     | -7  |
| Totale                |       | 27      | 18      | 6       | 3       | 55      | 28      | 25           | 7            | 11           | 7            | 35           | 28           | 54     | 27     | 17     | 10     | 92     | 56     | +36 |

### Andamento in campionato
| Giornata  | 1 | 2 | 3 | 4 | 5 | 6 | 7 | 8 | 9 | 10 | 11 | 12 | 13 | 14 | 15 | 16 | 17 | 18 | 19 | 20 | 21 | 22 | 23 | 24 | 25 | 26 | 27 | 28 | 29 | 30 | 31 | 32 | 33 | 34 |
| --------- | - | - | - | - | - | - | - | - | - | -- | -- | -- | -- | -- | -- | -- | -- | -- | -- | -- | -- | -- | -- | -- | -- | -- | -- | -- | -- | -- | -- | -- | -- | -- |
| Luogo     | C | T | T | C | T | C | T | C | T | C  | T  | C  | T  | C  | T  | C  | T  | T  | C  | C  | T  | C  | T  | C  | T  | C  | T  | C  | T  | C  | T  | C  | T  | C  |
| Risultato | V | N | N | N | V | N | P | V | V | V  | P  | V  | N  | V  | N  | V  | V  | N  | V  | V  | N  | V  | N  | V  | N  | P  | N  | V  | P  | P  | V  | V  | V  | V  |
| Posizione | 6 | 3 | 7 | 7 | 5 | 5 | 9 | 6 | 5 | 4  | 6  | 5  | 4  | 4  | 3  | 3  | 2  | 2  | 2  | 2  | 3  | 2  | 2  | 2  | 2  | 3  | 2  | 2  | 3  | 3  | 2  | 2  | 2  | 2  |

Legenda:

Luogo: C = Casa; T = Trasferta. Risultato: V = Vittoria; N = Pareggio; P = Sconfitta.